# ウォルター・ハマダ
ウォルター・ハマダ（Walter Hamada）は、アメリカ合衆国の映画総指揮・製作者である。

## 人物
2007年にニュー・ライン・シネマに入社し、『死霊館』（2013）、『アナベル 死霊館の人形』（2014）、『死霊館 エンフィールド事件』（2016）、『ライト/オフ』 （2016）、『IT/イット “それ”が見えたら、終わり』（2017）などのホラー映画の製作総指揮を務めた。2018年1月、ワーナー・ブラザース・ピクチャーズのDCフィルムズの社長に任命された。

## 経歴
トライスターでアシスタントとしてキャリアをスタートし、コロンビア ピクチャーズの製作担当副社長になった。2007年、ワーナー・ブラザースの一部門であるニュー・ライン・シネマに入社し、10年間製作総指揮を務めた。「死霊館」シリーズと『IT/イット “それ”が見えたら、終わり。』（2017）を含む、デイヴ・ノイスタッターとの映画のホラースレートを監督した。また、キアヌ・リーブス主演のユニバーサル・ピクチャーズ映画『47RONIN』（2013）のストーリーを共同執筆した。 
2018年1月、『ジャスティス・リーグ』が批判的かつ商業的に不振を受け、ワーナー・ブラザースはハマダをDCフィルムズの社長に任命した。DCエクステンデッド・ユニバースやその他のDC原作の映画の製作を監督している。ハリウッド・リポーターによると、彼が監督を務めたDC映画『シャザム!』（2019年）をニュー・ライン・シネマで製作したことが、ワーナー・ブラザース映画の社長兼チーフ・コンテンツ・オフィサー（当時）であるトビー・エメリッヒを感心させたという。2021年1月には、DCフィルムズとの契約を2023年まで延長した。

## フィルモグラフィ
| 年     | 映画                                         | 役割             |
| ------ | -------------------------------------------- | ---------------- |
| 2002年 | 女子寮潜入大作戦! ソロリティー・ボーイズ     | 製作             |
| 2007年 | Whisper                                      | 製作             |
| 2009年 | 13日の金曜日                                 | 製作総指揮       |
| 2009年 | ファイナル・デッドサーキット 3D              | 製作総指揮       |
| 2010年 | エルム街の悪夢                               | 製作総指揮       |
| 2011   | ファイナル・デッドブリッジ                   | 製作総指揮       |
| 2013年 | 俺たちスーパーマジシャン                     | 製作総指揮       |
| 2013年 | 死霊館                                       | 製作総指揮       |
| 2013年 | 4RONIN                                       | 原案、製作総指揮 |
| 2014年 | イントゥ・ザ・ストーム                       | 製作総指揮       |
| 2014年 | アナベル 死霊館の人形                        | 製作総指揮       |
| 2015年 | 死霊高校                                     | 製作総指揮       |
| 2016年 | 死霊館 エンフィールド事件                    | 製作総指揮       |
| 2016年 | ライト/オフ                                  | 製作総指揮       |
| 2016年 | ウィズイン/恐怖が潜む家                      | 製作総指揮       |
| 2016年 | ウルフ・アット・ザ・ドア                     | 製作総指揮       |
| 2017年 | アナベル 死霊人形の誕生                      | 製作総指揮       |
| 2017年 | IT/イット “それ”が見えたら、終わり。         | 製作総指揮       |
| 2018年 | TAG タグ                                     | 製作総指揮       |
| 2018年 | 死霊館のシスター                             | 製作総指揮       |
| 2018年 | アクアマン                                   | 製作総指揮       |
| 2019年 | シャザム!                                    | 製作総指揮       |
| 2019年 | ラ・ヨローナ〜泣く女〜                       | 製作総指揮       |
| 2019年 | ジョーカー                                   | 製作総指揮       |
| 2020年 | ハーレイ・クインの華麗なる覚醒 BIRDS OF PREY | 製作総指揮       |
| 2020年 | ワンダーウーマン 1984                        | 製作総指揮       |
| 2021年 | ザ・スーサイド・スクワッド “極”悪党、集結    | 製作総指揮       |
| 2022年 | THE BATMAN-ザ・バットマン-                   | 製作総指揮       |
| 2022年 | ブラックアダム                               | 製作総指揮       |
| 2023年 | シャザム!〜神々の怒り〜                      | 製作総指揮       |
| 2023年 | ザ・フラッシュ                               | 製作総指揮       |
| 2023年 | ブルービートル                               | 製作総指揮       |
| 2024年 | アクアマン/失われた王国                      | 製作総指揮       |